# Râul Ardeluța, Solcuța
Râul Ardeluța este un curs de apă, afluent al râului Solcuța. 

## Hărți
- Harta județului Suceava
- Harta Obcinele Bucovinene  Arhivat în 30 iulie 2009, la Wayback Machine.